# Pycreus membranaceus
Pycreus membranaceus là loài thực vật có hoa trong họ Cói. Loài này được (Vahl) Govind. miêu tả khoa học đầu tiên năm 1990.